# Cimetière communal Gabriel-Péri
Le cimetière communal Gabriel-Péri est un cimetière communal se trouvant rue Gabriel-Péri à Colombes, dans les Hauts-de-Seine. Il est bordé au nord par la rue du Président-Salvador-Allende (anciennement rue de Bezons à Colombes) et à l'ouest par la rue Pierre-Baduel, et traversé par la rue de l'Égalité.

## Histoire
Ce lieu de sépulture est mentionné dès 1822, et est agrandi plusieurs fois, vers l'ouest, à partir de 1832. Son accès est reconstruit vers 1934. Une partie ancienne est atteinte lors des bombardements stratégiques durant la Seconde Guerre mondiale.

## Personnalités inhumées

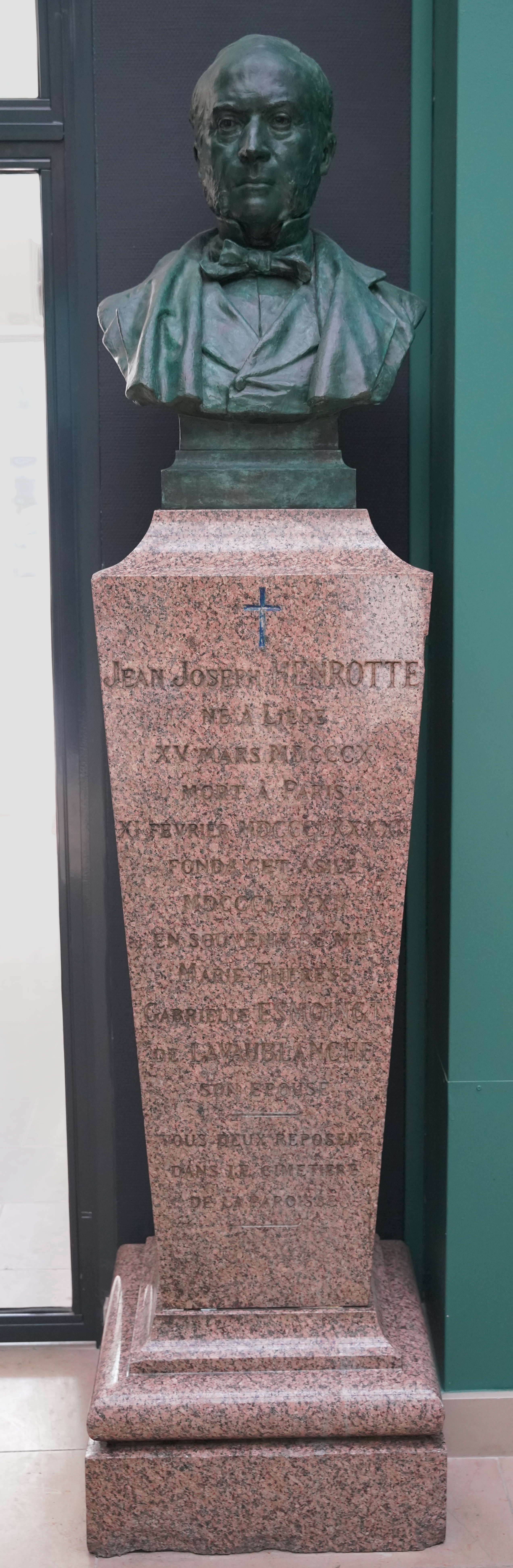
Buste Henrotte présenté au musée municipal d'Art et d'Histoire de Colombes.

- Le baron Jean-Joseph Leroy (1771-1849), agent de change.
- Pierre François Pascal Guerlain (1798-1864), créateur de Guerlain en 1828, 3e division. (Restes transférés au Cimetière de Passy en 1913)
- Henry Litolff (1818-1891)[4].
- Maurice Chavany (1872-1951), architecte et maire de la ville.
- Le linguiste Albert Dauzat (1877-1955), auprès de son épouse et de son père, 12e division.
- L'acteur Michel Roux (1929-2007), 6e division.
- Roland Gerbeau (1919-2012), chanteur et compositeur.
- Jean-Jacques comte de Verdun, bienfaiteur de la commune.
- Famille Tartarin et Leseine, architectes pour Colombes et Bois-Colombes.
- Stanislas Ferrand, architecte et député.
- Olga Karnovitch Paley (1865-1929), princesse Paley, seconde épouse du grand-duc Paul Alexandrovitch de Russie, 7e division.
- Emile Samson, sculpteur.
- Famille Henrotte, banquiers et fondateurs des H.B.M.
- Pierre Joigneaux, journaliste et homme politique.
- Marcelle Deloron (1928-2021) second Prix de Rome de peinture 1949

## En images

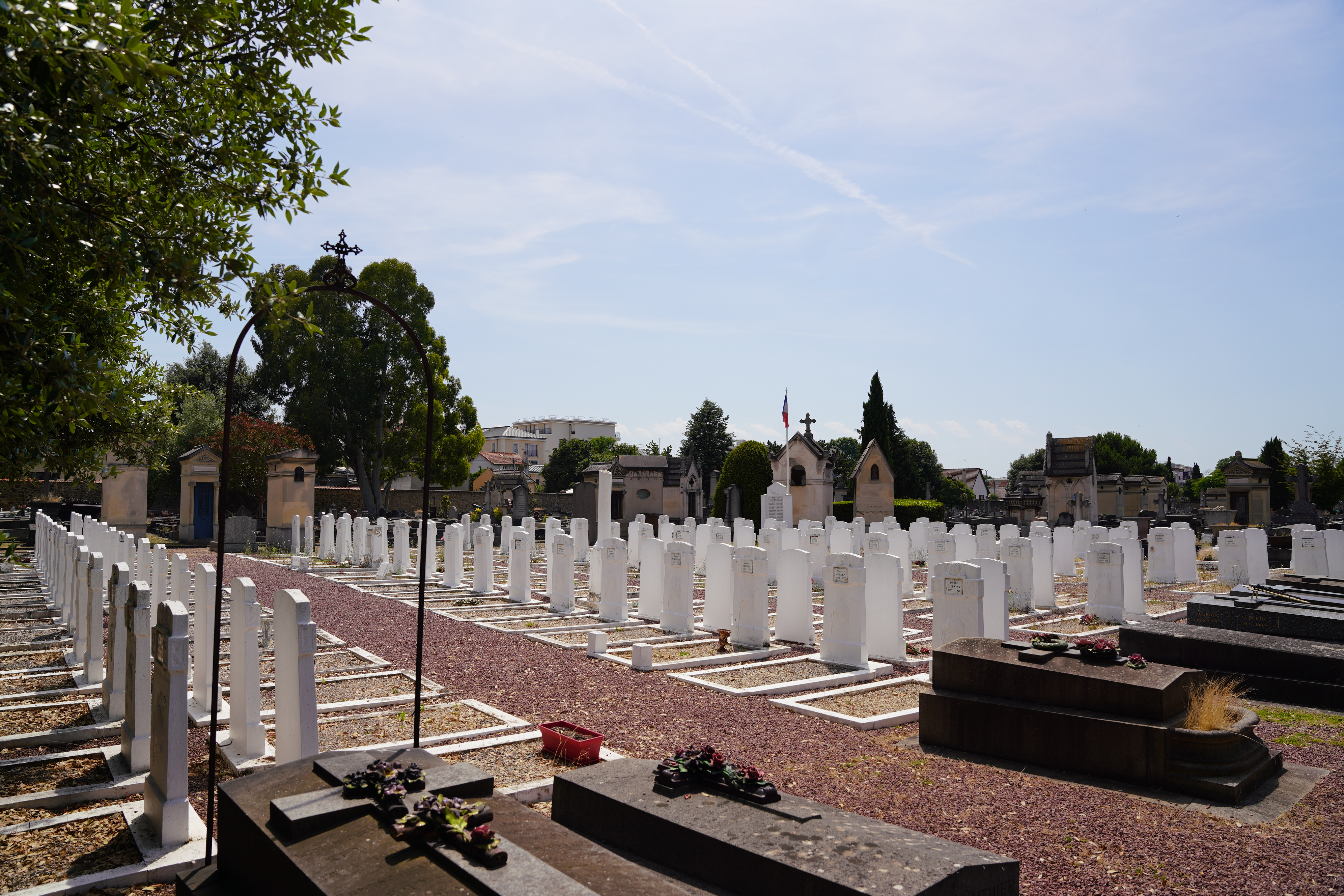
Carré militaire,
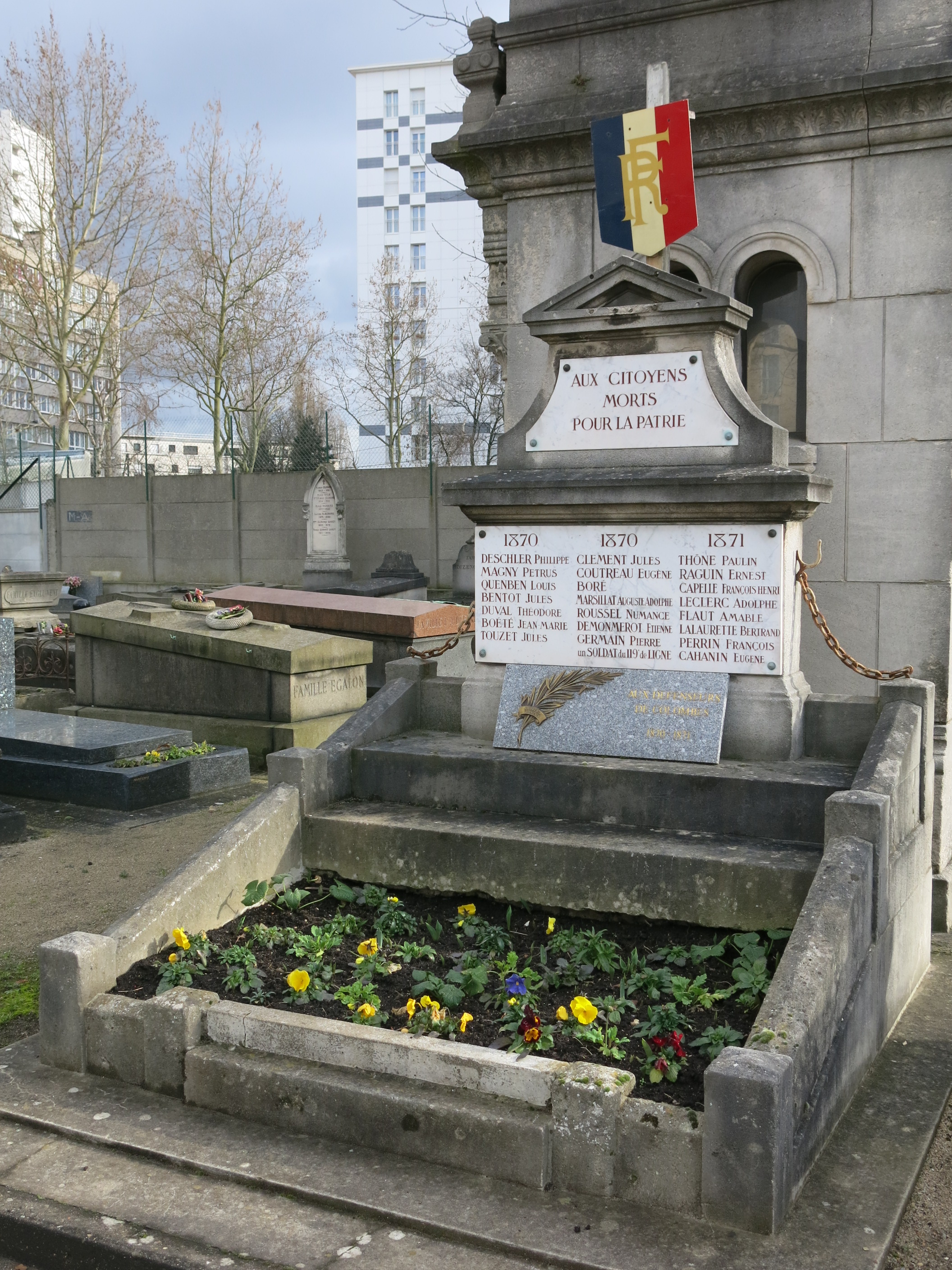
Mémorial à la guerre de 1870-1871.
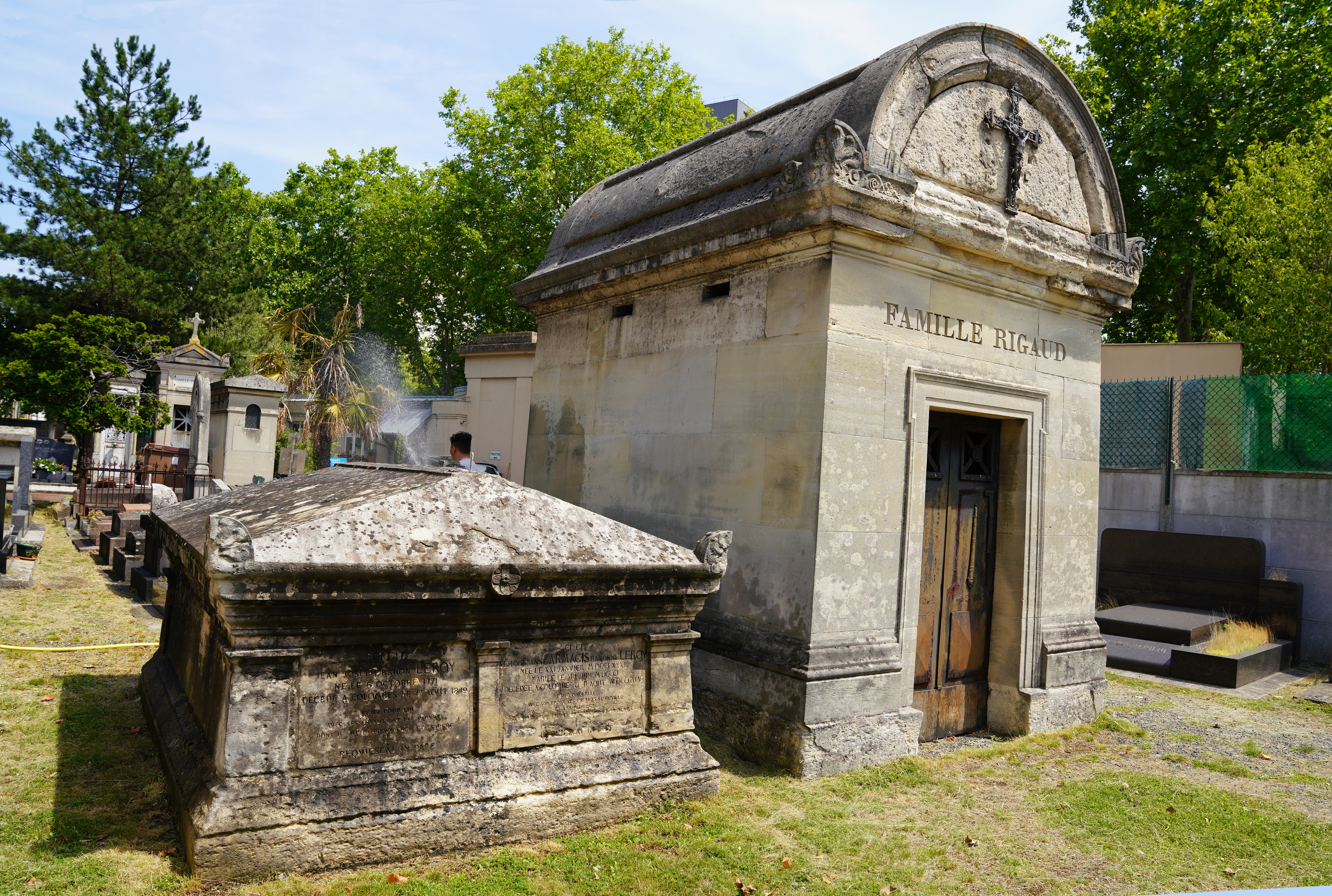
Baron Leroy.